# Sebastián Henao Gómez
Sebastián Henao Gómez (Rionegro, Antioquia, 8 d'agost de 1993) és un ciclista colombià, professional des del 2012. Actualment corre a l'equip Team Sky.
El seu cosí Sergio també es dedica al ciclisme.

## Palmarès

### Resultats al Giro d'Itàlia
- 2014. 22è de la classificació general
- 2015. 41è de la classificació general
- 2016. 17è de la classificació general
- 2017. 33è de la classificació general
- 2019. 24è de la classificació general

### Resultats a la Volta a Espanya
- 2019. 39è de la classificació general